# Chris Duarte (basket-ball)
Pour les articles homonymes, voir Chris Duarte.
Christopher Theoret Duarte, né le 13 juin 1997 à Puerto Plata en République dominicaine, est un joueur dominicano-canadien de basket-ball évoluant au poste d'arrière voire d'ailier.

## Biographie

### Carrière universitaire
Entre 2017 et 2019, Chris Duarte joue pour Northwest Florida State (en).
Entre 2019 et 2021, il joue pour les Ducks à l'université de l'Oregon.
Ayant terminé son cursus universitaire, Duarte est automatiquement éligible à la draft NBA 2021.

### Carrière professionnelle

#### Pacers de l'Indiana (2021-2023)
Le 29 juillet 2021, Duarte est sélectionné en 13e position par les Pacers de l'Indiana.

#### Kings de Sacramento (2023-2024)
Il est transféré à l'intersaison 2023 vers les Kings de Sacramento contre plusieurs tours de draft.

#### Bulls de Chicago (2024-février 2025)
En juillet 2024, il est transféré en direction des Bulls de Chicago dans un échange un triangle. Il est coupé début février 2025.

#### Unicaja Málaga (depuis 2025)
En juillet 2025, Duarte part jouer en Espagne pour l'Unicaja Málaga.

## Palmarès

### NBA
- NBA All-Rookie Second Team en 2022.

## Statistiques

### Universitaires
Les statistiques de Chris Duarte en matchs universitaires sont les suivantes :
| Saison        | Équipe                       | Matchs | Titul. | Min./m | % Tir | % 3pts | % LF | Rbds/m. | Pass/m. | Int/m. | Ctr/m. | Pts/m. |
| ------------- | ---------------------------- | ------ | ------ | ------ | ----- | ------ | ---- | ------- | ------- | ------ | ------ | ------ |
| 2017-2018     | Northwest Florida State (en) | 32     | 1      | 23,3   | 54,6  | 36,7   | 70,0 | 6,72    | 1,75    | 2,00   | 0,38   | 12,09  |
| 2018-2019     | Northwest Florida State      | 33     | 33     | 31,1   | 54,1  | 40,0   | 80,8 | 7,12    | 2,55    | 1,21   | 1,09   | 19,03  |
| 2019-2020     | Oregon                       | 28     | 28     | 30,1   | 41,4  | 33,6   | 79,5 | 5,61    | 1,64    | 1,68   | 0,54   | 12,89  |
| 2020-2021     | Oregon                       | 26     | 26     | 34,0   | 53,2  | 42,4   | 81,0 | 4,62    | 2,65    | 1,88   | 0,81   | 17,12  |
| Carrière NCAA | Carrière NCAA                | 54     | 54     | 32,0   | 47,3  | 38,0   | 80,3 | 5,13    | 2,13    | 1,78   | 0,67   | 14,93  |
| Carrière JUCO | Carrière JUCO                | 65     | 34     | 27,2   | 54,3  | 38,8   | 76,5 | 6,92    | 2,15    | 1,60   | 0,74   | 15,62  |

### Professionnelles
| Saison    | Équipe     | Matchs | Titul. | Min./m | % Tir | % 3pts | % LF | Rbds/m. | Pass/m. | Int/m. | Ctr/m. | Pts/m. |
| --------- | ---------- | ------ | ------ | ------ | ----- | ------ | ---- | ------- | ------- | ------ | ------ | ------ |
| 2021-2022 | Indiana    | 55     | 39     | 28,0   | 43,2  | 36,9   | 80,4 | 4,11    | 2,07    | 1,02   | 0,18   | 13,09  |
| 2022-2023 | Indiana    | 46     | 12     | 19,5   | 36,9  | 31,6   | 84,7 | 2,50    | 1,40    | 0,50   | 0,20   | 7,90   |
| 2023-2024 | Sacramento | 59     | 11     | 12,2   | 38,1  | 34,6   | 78,8 | 1,80    | 0,70    | 0,50   | 0,10   | 3,90   |
| Total     | Total      | 160    | 62     | 19,7   | 40,5  | 34,7   | 81,6 | 2,80    | 1,40    | 0,70   | 0,20   | 8,20   |

## Records sur une rencontre en NBA
Les records personnels de Chris Duarte en NBA sont les suivants, :
| Type de statistique        | Saison régulière | Saison régulière        | Saison régulière |
| Type de statistique        | Record           | Adversaire              | Date             |
| -------------------------- | ---------------- | ----------------------- | ---------------- |
| Points                     | 30               | @ Nets de Brooklyn      | 31 octobre 2022  |
| Paniers marqués            | 10               | 3 fois                  | 3 fois           |
| Paniers tentés             | 21               | Heat de Miami           | 23 octobre 2021  |
| Paniers à 3 points réussis | 6                | @ Hornets de Charlotte  | 20 octobre 2021  |
| Paniers à 3 points tentés  | 11               | Rockets de Houston      | 23 décembre 2021 |
| Lancers francs réussis     | 7                | 3 fois                  | 3 fois           |
| Lancers francs tentés      | 8                | 2 fois                  | 2 fois           |
| Rebonds offensifs          | 3                | 4 fois                  | 4 fois           |
| Rebonds défensifs          | 8                | @ Spurs de San Antonio  | 2 mars 2023      |
| Rebonds totaux             | 9                | 3 fois                  | 3 fois           |
| Passes décisives           | 6                | 4 fois                  | 4 fois           |
| Interceptions              | 6                | @ Magic d'Orlando       | 25 janvier 2023  |
| Contres                    | 2                | @ Grizzlies de Memphis  | 29 janvier 2023  |
| Balles perdues             | 5                | Raptors de Toronto      | 30 octobre 2021  |
| Minutes jouées             | 45               | @ Wizards de Washington | 22 octobre 2021  |

- Double-double : 0
- Triple-double : 0

Dernière mise à jour : 31 mars 2023